# Битва у Серого Острова
Битва у Серого Острова или Битва у Хольменгро (норв. Slaget ved Holmengrå) — морское сражение эпохи гражданских войн в Норвегии, произошедшее 12 ноября 1139 года у Серого Острова (Хольменгро, др.-исл. Hólm hinn grá) в островном архипелаге Хвалир (Валер), Эстфолл, Норвегия. В сражении сошлись войска королей Норвегии Инге I Горбуна и Сигурда II Мунна с одной стороны и войска претендентов на престол Сигурда Слембе и Магнуса Слепого с другой.
Победа досталась войскам Инге и Сигурда II.

## Предыстория
Началом эпохи гражданских войн в Норвегии принято считать 1130 год — год смерти Сигурда I Крестоносца. В этом году Харальд IV Гилли, незаконнорождённый сын Магнуса III (и, соответственно, брат Сигурда I), несмотря на данную им клятву не посягать на престол, пока жив сам Сигурд I и его сын, нарушил обещание и выдвинул права на престол. Страна вновь оказалась разделена — на этот раз между Харальдом IV Гилли и его племянником (сыном Сигурда Крестоносца) Магнусом IV. Магнусу удалось разбить войска Харальда в 1134 году в битве при Фюрилейве, однако от дальнейшей войны Магнус отказался и распустил войска. Это стало его роковой ошибкой — в следующем году Харальд с войсками датского короля Эрика II вернулся в Норвегию и подчинил её себе. Магнус IV был свергнут, ослеплен и изуродован (кастрирован и лишен правой ноги), а затем отправлен в монастырь. После этого Магнус получил прозвище Слепой.
Харальд Гилли стал править единолично, но и его правление продолжалось недолго. В 1135 году в Данию прибыл Сигурд Слембе, назвавший себя, также как и Харальд Гилли, незаконнорождённым сыном Магнуса III. В Дании он прошёл священное испытание огнём, доказав, что говорит правду относительно своей принадлежности к королевскому роду. 14 декабря 1136 года Сигурд Слембе и его люди убили короля Харальда Гилли, после чего вынуждены были скрываться бегством, спасаясь от разгневанной толпы сторонников убитого короля. Вопреки ожиданиям Сигурда Слембе, он не был принят в Норвегии и не был провозглашен правителем — согласно саге, люди отказались служить братоубийце («А если он не был твоим братом, тогда ты не конунг по рождению»).
Сразу же после убийства короля Харальда Гилли его вдова, Ингрид Рангвальдсдоттир, при поддержке влиятельной знати (Амунд Гюрдссон, Тьостольф Алисон и др.) добилась провозглашения королями своего сына, Инге и внебрачного сына Харальда, Сигурда Мунна. Благодаря этому, почти вся страна подчинилась малолетним королям, что не оставило шансов Сигурду Слембе на получение широкой поддержки. На помощь Сигурду Слембе пришел Магнус Слепой, который согласился править совместно с дядей. Магнусу удалось склонить на свою сторону ряд знатных людей и собрать войско.
В 1137 году состоялась битва у Мюнне (Минне), в которой войска Инге I нанесли поражение войскам Магнуса Слепого. Во время битвы двухлетний король Инге I находился за пазухой у военачальника Тьостольфа Алисона. Такое неудачное положение, согласно саге, повлияло на появление у Инге физических недостатков — впоследствии он был прозван Горбатым. Тем не менее, битва была выиграна королевскими войсками, но Магнусу удалось бежать, после чего он отправился в Данию просить помощи у короля Эрика II. Вскоре в Данию прибыл и Сигурд Слембе, безуспешно пытавшийся собрать войска для борьбы с малолетними королями.
Осенью 1139 года норвежские и датские корабли Магнуса Слепого и Сигурда Слембе двинулись в Норвегию. Навстречу им вышли корабли Инге I и Сигурда II.

## Битва
В воскресенье 12 ноября 1139 года (на следующий день после «дня Мартейна» — дня Святого Мартина) два флота сошлись у Серого Острова (Хольменгро, Hólm hinn grá), одного из островов Валера. У войск претендентов было 30 кораблей (12 собственных и 18 датских), а у королей Норвегии — 20, но все они были большими. К тому же, вскоре после начала битвы ситуация резко изменилась — датчане покинули поле битвы. Войска претендентов остались в меньшинстве.
Королевские войска под фактическим командованием Тьостольфа, Амунда и Оттара начали массово уничтожать врагов. Вскоре был «очищен от людей» корабль Магнуса Слепого. Сам он из-за своих физических недостатков не мог покинуть корабль. Его дружинник по имени Хрейгар подхватил конунга (см. изображение в карточке) и, прикрывая его своим телом, попытался перебраться с Магнусом на другой корабль. Однако в спину Хрейгара попало копье, которое пробило его насквозь, задев и Магнуса. Так погиб Магнус IV Слепой.
Вскоре началась бойня и на корабле Сигурда Слембе. Были убиты все его люди, включая Ивара Кольбейнссона — непосредственного убийцу Харальда IV Гилли. Воины Сигурда начали покидать корабли, но королевские войска преследовали их — было убито более 60 человек, которым удалось добраться до суши. Когда почти все войско было уничтожено, Сигурд Слембе прыгнул в воду, снял кольчугу и начал спасаться вплавь. Однако воинам Инге I удалось обнаружить претендента — они схватили одного из уцелевших людей Сигурда, который под угрозой смерти указал, куда тот поплыл.
Сигурд Слембе был схвачен. Глава королевского войска, Тьостольф Алисон, и другие знатные люди: Амунди и Оттар Кужма — устроили претенденту допрос, однако он и теперь подтвердил, что является сыном Магнуса III («Не смей равнять моего отца с рабом, потому что мало чего стоил твой отец рядом с моим»). Сигурд Слембе был приговорен к смерти, но предварительно он был подвергнут жесточайшим пыткам — Сигурду сломали руки и ноги, содрали кожу и сломали хребет. Только потом его тело было повешено.

## Последствия
Оба претендента на норвежский престол — противники малолетних королей — были убиты. Это позволило обеспечить стабильность (кратковременно), сделать «перерыв» в гражданской войне. Тело Сигурда Слембе было увезено в Алаборг и захоронено в Церкви Марии, Магнус Слепой был похоронен рядом со своим отцом в Церкви Халльварда в Осло. Все остальные погибшие похоронены были в Тёнсберге.
На время воцарился мир, который был все более непрочным по мере взросления братьев—королей. Усугубил ситуацию приезд в Норвегию Эйстейна II, третьего сына Харальда Гилли, также провозглашенного королём. Развязка произошла в 1155 году, когда Инге I Горбун сначала расправился с Сигурдом II, затем — с Эйстейном, а в 1161 году погиб в бою сам.
Гражданская война в Норвегии продолжалась до 1240 года.